# 구스타브 루드빅손
구스타브 에리크 루드빅손(스웨덴어: Gustav Erik Ludwigson, 1993년 10월 20일~)은 스웨덴의 축구 선수로 현재 대한민국 K리그1의 울산 현대에서 미드필더로 활동 중이며 K리그 등록명은 루빅손이다.

## 수상

### 클럽
함마르뷔 IF
- 알스벤스칸 : 3위 (2022)
- 스웨덴컵 : 우승 (2020-21), 준우승 (2021-22)

울산 현대
- K리그 우승 2회 (2023, 2024)

### 개인
- 함마르뷔 IF 올해의 선수 : 2020, 2021
- 알스벤스칸 어시스트상 : 2020 (11개 / 공동 수상)